# Myodermum nigerrinum
Myodermum nigerrinum är en skalbaggsart som beskrevs av Ricchiardi och Gill 2009. Myodermum nigerrinum ingår i släktet Myodermum och familjen Cetoniidae. Inga underarter finns listade i Catalogue of Life.